# Neomenia herwigi
Neomenia herwigi är en blötdjursart. Neomenia herwigi ingår i släktet Neomenia och familjen Neomeniidae. Inga underarter finns listade i Catalogue of Life.